# В погоне за Эми
«В погоне за Эми» (англ. Chasing Amy) — фильм американского кинорежиссёра Кевина Смита. «В погоне за Эми» — последний фильм «Джерсийской трилогии». Фильм посвящён отношениям между гетеросексуальным мужчиной и бисексуалкой.

## Сюжет
Холден и Бэнки — друзья, а также партнеры по созданию комикса «Пыхарь и Хроник» (англ. Bluntman and Chronic), прототипами главных героев которого являются Джей и Молчаливый Боб. Однажды Холден встречает Алиссу. Девушка также рисует комиксы. Холден влюбляется в неё, однако его надежды рушатся, когда он узнаёт, что Алисса — лесбиянка.
После некоторого шока Холден продолжает ухаживать за Алиссой, что очень не нравится его другу Бэнки. В итоге Холден добивается своего, и Алисса становится его девушкой. Однако всё идёт не так гладко, как им хотелось бы. Бэнки находит общих школьных знакомых Холдена и Алиссы, которые рассказывают, что у Алиссы за спиной богатое сексуальное прошлое не только с лицами своего пола. Холдена мучают новые знания о своей девушке, и он устраивает ей допрос прямо на хоккейном матче. Алисса признаёт, что имела опыт группового секса. Холден долго думает, как ему решить сложившиеся трудности со своей девушкой и своим лучшим другом. Он принимает решение собрать их вместе и предложить заняться сексом. Он получает согласие Бэнки, но Алисса отказывается. Перед тем, как уйти, она говорит, что любит Холдена, но не будет его наложницей. Бэнки также уходит, тем самым прекратив их дружбу.
Год спустя Бэнки и Холден представляют свои комиксы на выставке в Нью-Йорке. Бывшие друзья видят друг друга, но общаются издалека, с помощью жестов и мимики. Бэнки печально улыбается, когда видит своего друга снова. Становится понятно, что Холден ушёл из издательства и продал свои права на «Пыхаря и Хроника» Бэнки. Бэнки жестом показывает на Алиссу и жестами убеждает его подойти к ней. У Холдена происходит короткий разговор с Алиссой, и он отдает ей копию своего комикса «В погоне за Эми», основанного на их неудавшихся отношениях. После того, как Холден уходит, новая подруга Алиссы спрашивает, с кем та говорила. Пытаясь казаться безразличной, Алисса отвечает: «Просто парень, которого я знала».

## В ролях
- Джой Лорен Адамс — Алисса Джонс
- Бен Аффлек — Холден МакНил
- Джейсон Ли — Бэнки Эдвардс
- Джейсон Мьюз — Джей
- Кевин Смит — Молчаливый Боб
- Итан Сапли — Фанат
- Скотт Мосье — Коллектор
- Мэтт Деймон — Шон Оран (эпизодическая роль)
- Брайан О’Хэллоран — Джим Хикс (эпизодическая роль)
- Гвиневер Тёрнер — Сингер
- Кейси Аффлек — парень

## Реакция критики
Рецензенты отнеслись к картине очень хорошо, о чём свидетельствует оценка 86 % агрегаторе рецензий Rotten Tomatoes. Фильм также помог актёрской карьере Бена Аффлека.

## Отсылки к другим фильмам
- В фильме есть отсылки к предыдущим работам Кевина Смита «Клерки» и «Лоботрясы», что таким образом связывает их одной вселенной View Askewniverse, в которой существуют такие персонажи как Джей и молчаливый Боб. Однако Бен Аффлек и Джейсон Ли снимались в «Лоботрясах», но там они играли совсем других персонажей.
- Персонаж Джои Лорен Адамс в разговоре в клубе с персонажем Бена Аффлека упоминает о своих двух подругах, одна из которых в туалете магазина занялась сексом с мертвецом и от этого получила сильнейший психологический шок, а вторая умерла в бассейне. Речь идет об Кейтлин Бри, школьной любви одного из главных персонажей фильма «Клерки» Данте Хикса (актёр Брайан О’Халлоран сыгравший ту роль, также сыграл эпизодическую роль в фильме, но также как Аффлек и Ли, за другого персонажа). А та девушка, что утонула в бассейне, персонаж который не имел актёра в «Лоботрясах», но о которой упоминалось в начале фильма — она умерла из-за закупорки сосудов из-за долгого пребывания в воде. Вынудил её один из главных персонажей Ти Эс, который указал на её лишний вес, вследствие чего та пыталась похудеть.
- Когда персонаж Джейсона Ли упоминает о разговоре с бывшим одноклассником по имени Кои Ландин, персонаж показан на фоне того самого магазина из «Клерков», где работал уже упомянутый персонаж Данте Хикс.

## Кассовые сборы
При бюджете в $250 тысяч картина в прокате собрала $12 021 272.